# Épeigné-les-Bois
Épeigné-les-Bois település Franciaországban, Indre-et-Loire megyében. Lakosainak száma 400 fő (2022. január 1.). Épeigné-les-Bois Céré-la-Ronde, Francueil, Luzillé és Saint-Georges-sur-Cher községekkel határos.

## Népesség
A település népességének változása:
| Lakosok száma | 404  | 389  | 364  | 412  | 436  | 449  | 423  | 406  | 403  | 400  |
|               | 1968 | 1982 | 1990 | 2006 | 2013 | 2015 | 2017 | 2019 | 2020 | 2022 |